# بقبق
قرية بقبق هي إحدى القرى التابعة لمركز السلوم في محافظة مطروح في جمهورية مصر العربية. حسب إحصاءات سنة 2018، بلغ إجمالي السكان في بقبق 922 نسمة، منهم 466 رجل و 456 امرأة.